# Бонвије (Оаза)
Бонвије (фр. Bonvillers) насеље је и општина у североисточној Француској у региону Пикардија, у департману Оаза која припада префектури Клермон.
По подацима из 2011. године у општини је живело 219 становника, а густина насељености је износила 37,37 становника/km². Општина се простире на површини од 5,86 km². Налази се на средњој надморској висини од 150 метара (максималној 161 m, а минималној 111 m).

## Демографија
| 1962. | 1968. | 1975. | 1982. | 1990. | 1999. | 2011. |
| ----- | ----- | ----- | ----- | ----- | ----- | ----- |
| 140   | 143   | 145   | 165   | 177   | 191   | 219   |

График промене броја становника у току последњих година